# Andremo in città
Andremo in città (en italià Anirem a la ciutat) és una pel·lícula dramàtica italiana de 1966 dirigida per Nelo Risi. Es basa en la novel·la del mateix nom d'Edith Bruck, l'esposa de Risi. Bruck, supervivent dels camps de concentració d'Auschwitz, Dachau i Bergen-Belsen, es va establir a Itàlia després de la Segona Guerra Mundial i va escriure sobre les seves experiències en formats autobiogràfics i de ficció. Fou protagonitzada per Geraldine Chaplin i Nino Castelnuovo.

## Sinopsi
Iugoslàvia rural, Segona Guerra Mundial. La jove Lenka viu a un petit poble amb el seu germà petit cec Mischa, viu sola després de la mort de la seva mare i de la desaparició del seu pare Ratko, després que ell, mestre i oficial de la reserva jueu, fos internat pels nazis. Els dos germans viuen amb l'ajuda d'alguns amics, entre ells Ivan, un partisà de qui Lenka s'enamora.
Quan el pare, oficialment donat per mort, reapareix, Lenka té cura d'ell amagant-lo a les golfes, i simultàniament dona suport a Mischa, continuant-li descrivint la realitat que no pot veure i prometent-li una nova vida a la "ciutat" i una operació que li tornaria la vista però, a l'arribada dels Schutzstaffel, Ratko se sacrifica per no revelar la presència d'Ivan que és ferit, i Lenka farà el mateix, que és duta cap al tren destinat al camp d'extermini.
Durant el viatge, la jove, abraçada al seu germà petit, descriu un escenari inexistent, amb l'enfocament de la "ciutat" i la perspectiva de l'operació amb la qual "podrà veure-ho tot".

## Repartiment
- Geraldine Chaplin - Lenka Vitas
- Nino Castelnuovo - Ivan
- Stefania Careddu - Eva
- Federico Scrobogna - Mischa Vitas
- Aleksandar Gavrić - Rasko Vitas
- Giovanni Ivan Scratuglia
- Slavko Simić - Doctor Kolarov